# Sogabe Keita
Sogabe Keita (曽我部慶太 Sogabe Keita, 2 tháng 7 năm 1988) là một cầu thủ bóng đá người Nhật Bản thi đấu cho Nara Club.

## Thống kê sự nghiệp câu lạc bộ
Cập nhật đến ngày 23 tháng 2 năm 2018.
| Thành tích câu lạc bộ | Thành tích câu lạc bộ | Thành tích câu lạc bộ | Giải vô địch | Giải vô địch | Cúp                   | Cúp                   | Cúp Liên đoàn | Cúp Liên đoàn | Tổng cộng | Tổng cộng |
| Mùa giải              | Câu lạc bộ            | Giải vô địch          | Số trận      | Bàn thắng    | Số trận               | Bàn thắng             | Số trận       | Bàn thắng     | Số trận   | Bàn thắng |
| Nhật Bản              | Nhật Bản              | Nhật Bản              | Giải vô địch | Giải vô địch | Cúp Hoàng đế Nhật Bản | Cúp Hoàng đế Nhật Bản | Cúp Liên đoàn | Cúp Liên đoàn | Tổng cộng | Tổng cộng |
| --------------------- | --------------------- | --------------------- | ------------ | ------------ | --------------------- | --------------------- | ------------- | ------------- | --------- | --------- |
| 2007                  | Vissel Kobe           | J1 League             | 0            | 0            | 0                     | 0                     | 0             | 0             | 0         | 0         |
| 2007                  | Vissel Kobe           | J1 League             | 0            | 0            | 0                     | 0                     | 0             | 0             | 0         | 0         |
| 2009                  | Vegalta Sendai        | J2 League             | 0            | 0            | 0                     | 0                     | –             | –             | 0         | 0         |
| 2010                  | Zweigen Kanazawa      | JFL                   | 27           | 4            | 2                     | 0                     | –             | –             | 29        | 4         |
| 2011                  | Zweigen Kanazawa      | JFL                   | 27           | 2            | 2                     | 0                     | –             | –             | 29        | 2         |
| 2012                  | SC Sagamihara         | JRL                   | 17           | 5            | –                     | –                     | –             | –             | 0         | 0         |
| 2013                  | SC Sagamihara         | JFL                   | 29           | 9            | –                     | –                     | –             | –             | 0         | 0         |
| 2014                  | SC Sagamihara         | J3 League             | 30           | 7            | –                     | –                     | –             | –             | 0         | 0         |
| 2015                  | SC Sagamihara         | J3 League             | 36           | 7            | –                     | –                     | –             | –             | 0         | 0         |
| 2016                  | SC Sagamihara         | J3 League             | 17           | 1            | –                     | –                     | –             | –             | 17        | 1         |
| 2017                  | Zweigen Kanazawa      | JFL                   | 11           | 1            | –                     | –                     | –             | –             | 11        | 1         |
| Tổng cộng sự nghiệp   | Tổng cộng sự nghiệp   | Tổng cộng sự nghiệp   | 166          | 34           | 4                     | 0                     | 0             | 0             | 170       | 34        |